# 이삭엔지니어링
이삭엔지니어링(Isaac Engineering Co. Ltd.)은 대한민국의 스마트 팩토리 솔루션 기업이다.
로봇 자동화 솔루션을 공급한다 본사는 경기도 군포시 군포첨단산업1로 15(부곡동)에 위치해 있으며 대표이사는 김창수이다.

## 상장
2021년 4월 21일에 신한금융투자를 주관사로 공모가 1만1500원에 코스닥 시장에 상장하였다.

## 참고문헌
1. ↑  류수재, 티라유텍 이삭엔지니어링, 스마트공장 구축 지원정책에 사업기회 늘어, 비즈니스포스트, 2021년 4월 28일
2. ↑  제갈은, 특징주 이삭엔지니어링, 주가 '上'···삼성엔지니어링과 독점 계약, 전국매일신문, 2023.01.11
3. ↑  김혜영, 이삭엔지니어링, 삼성과 로봇 자동화 솔루션 독점계약 부각 급등 ?, 서울경제, 2023-03-17
4. ↑  이송렬, 이삭엔지니어링, 상장 첫날 15%대 강세…공모가 웃돌아, 한국경제, 2021.04.21